# 月輪良忠
月輪 良忠（つきのわ よしただ）は、鎌倉時代の公卿。非参議正三位右中将。父は従二位左中将月輪良基、母は加賀権守白川行資王女。歌人として知られる内大臣九条基家の孫である。

## 経歴
以下、『公卿補任』及び『尊卑分脈』に基づいて記述する。

- 建治3年（1277年）6月17日、叙爵。同年10月16日、侍従に任ぜられる。
- 弘安3年（1280年）1月5日、従五位上に昇叙。
- 弘安11年（1288年）1月5日、正五位下に昇叙。同年8月25日、右少将に任ぜられる。
- 正応3年（1290年）1月5日、従四位下に昇叙。
- 正応4年（1291年）12月21日、右中将に転任。
- 正応5年（1292年）3月30日、復任[3]。
- 正応6年（1293年）1月5日、従四位上に昇叙。
- 永仁2年（1294年）3月27日、正四位下に昇叙。
- 永仁3年（1295年）1月28日、従三位に叙される。右中将は元の如し。
- 永仁5年（1297年）11月14日、正三位に昇叙。
- 正安元年（1299年）10月23日、薨去[4]。

## 系譜
- 父：月輪良基（1236-1292）
- 母：加賀権守白川行資王の娘
- 妻：不詳
  - 男子：月輪忠基（?-1319） - 二条兼基の猶子